# Les Chroniques de Viy : Le Cavalier noir
Pour les articles homonymes, voir Les Chroniques de Viy.
Série Chroniques de Viy
Les Chasseurs de démons
(2018)
Pour plus de détails, voir Fiche technique et Distribution.
Les Chroniques de Viy : Le Cavalier noir (Гоголь. Страшная месть, Gogol. Strashnaya mest) est un film russe réalisé par Egor Baranov, sorti en 2018.
C'est la suite de Les Chroniques de Viy : Les Origines du mal sorti en 2017 et de Les Chroniques de Viy : Les Chasseurs de démons sorti en 2018.

## Fiche technique
Sauf indication contraire, les informations mentionnées dans cette section peuvent être confirmées par la base de données cinématographiques IMDb,  présente dans la section « Liens externes ».
- Titre original : Гоголь. Страшная месть, Gogol. Strashnaya mest
- Titre français : Les Chroniques de Viy : Le Cavalier noir[1]
- Réalisation : Egor Baranov
- Scénario : Alexeï Tchoupov et Natalia Merkoulova
- Photographie : Sergueï Trofimov
- Musique : Ryan Otter
- Pays d'origine : Russie
- Format : Couleurs - 35 mm
- Genre : aventure, thriller
- Durée : 92 minutes
- Date de sortie :
  -  Russie : 30 août 2018

## Distribution
- Alexandre Petrov : Nicolas Gogol
- Oleg Menchikov : Yakov Petrovitch Gouro
- Pavel Derevianko :
- Evgueni Stytchkine : Alexandre Christophorovitch Binkh
- Taïssia Vilkova : Lisa Danichevskaïa

## Accueil

### Box-office
Il est le film qui fait le plus d'entrées au box-office russe la semaine de sa sortie.

## Récompenses
- 17e cérémonie des Aigles d'or : Aigle d'or de la meilleure direction artistique et des meilleurs costumes[3].